# José Luis Cardoso (motociclista)
José Luis Cardoso (Sevilha, 2 de fevereiro de 1975) é um motociclista espanhol, piloto de MotoGP.